# 4529 Webern
4529 Webern eller 1984 ED är en asteroid i huvudbältet som upptäcktes den 1 mars 1984 av den amerikanske astronomen Edward L.G. Bowell vid Anderson Mesa Station. Den är uppkallad efter den österrikiske tonsättaren Anton Webern.
Asteroiden har en diameter på ungefär 10 kilometer och den tillhör asteroidgruppen Eos.